# Yamagata Masakage
Masakage Yamagata (山県 昌景?, Yamagata Masakage; 1524 – Shidaragahara, 29 giugno 1575) è stato un generale giapponese, al servizio del clan Takeda durante il periodo Sengoku. Fu uno dei ventiquattro generali al seguito del daimyō Takeda Shingen, oltre che suo amico personale, e divenne famoso per la sua grande abilità in battaglia.
Era fratello minore di Obu Toramasa, anch'egli vassallo dei Takeda a capo del famoso reggimento rosso o unità rosso fuoco (nome ispirato dal motto presente sul Fūrinkazan di Shingen, il suo stendardo da battaglia), i cui componenti erano tutti equipaggiati con brillanti armature rosse (dai samurai alle truppe ausiliarie).
Nel 1565, dopo che suo fratello fece seppuku per riparare alla fallita ribellione di Takeda Yoshinobu a cui avrebbe preso parte, Masakage prese il comando dell'unità rosso fuoco. Si diceva che la sua cavalleria fosse sempre la prima a caricare in battaglia, seminando confusione e panico tra le file nemiche; nel Kōyō Gunkan, documento che narra le gesta della famiglia Takeda, l'unità è descritta con parole del tipo: "...esplodeva sul nemico come una palla di fuoco...".

## Biografia

### Le origini
Originario del Clan Iitomi, fu dapprima conosciuto con il nome di Iitomi Genshirō, successivamente come Obu Saburo (dopo la sua adozione da parte del clan Obu), ed infine prese il nome di Yamagata Masakage dopo aver ottenuto un feudo nella provincia di Shinano.

### Le prime battaglie (1554-1565)
Yamagata Masakage prese parte a numerose operazioni militari al fianco di Takeda Shingen.
Nel 1554 partecipò ad una campagna nel sud della provincia di Shinano, e si distinse durante l'assedio di Kannomine, nel quale costrinse alla resa il difensore del castello Chiku Yorimoto; quest'ultimo ed i suoi generali si arresero e, secondo il Kōyō Gunkan, divennero fedeli vassalli del clan Takeda. Altre fonti, come il Myôhôji-ki, riferiscono che furono decapitati o che si arresero a Takeda già nel 1552.
Masakage sarà presente anche durante la terza campagna di Kawanakajima del 1557, durante la quale riuscirà a penetrare in profondità nel territorio di Uesugi Kenshin ed a catturare il castello di Otari che fino ad allora aveva bloccato la strada per Itogaiwa, il cuore del territorio del clan Uesugi. Questo successo indebolì notevolmente la posizione strategica di Uesugi e lo costrinse a ritirarsi. La successiva "Battaglia di Uenohara" (conosciuta anche come terza battaglia di Kawanakajima) fu principalmente combattuta tra Yamagata Masakage, in qualità di comandante dell'avanguardia Takeda, ed il comandante della retroguardia Uesugi, Ichikawa Fujiyoshi. Fonti riportano che le forze di Takeda attaccarono mentre le truppe di Uesugi stavano facendo colazione, disperdendole e bruciando il loro accampamento; l'esercito di Uesugi, tuttavia, effettuò con successo un contrattacco, riuscendo a guadagnarsi onori pari a quelli ottenuti dal nemico inizialmente.
Yamagata Masakage guidò l'avanguardia Takeda anche nella quarta battaglia di Kawanakajima del 1561, giocando un ruolo chiave nella vittoria del suo esercito; secondo quanto riferito dal Kōyō Gunkan "l'hatamoto Obu Saburo (antico nome di Masakage) ed i suoi uomini respinsero le truppe nemiche comandate da Kageie Kakizaki, incalzandole per 300 metri ".

### Il capo dell'«unità rosso fuoco» (1565 - 1575)
Dopo il suicidio del fratello Obu Toramasa, Masakage ereditò il comando dell'unità rosso fuoco.
Determinante fu il suo intervento durante la battaglia di Mimasetoge (1569); l'esercito Takeda, in netta inferiorità numerica ed in ritirata a seguito dei falliti tentativi di assedio del castello di Odawara, fu colto in un'imboscata dalle truppe del clan Hōjō. La battaglia girò a favore di Takeda grazie ad un furioso contrattacco lanciato da Yamagata Masakage, che inflisse pesanti perdite al nemico. Gli uomini del clan Hōjō furono sconfitti e costretti a ritirarsi verso nord, permettendo a Takeda di far ritorno a Kai - seppur lasciandosi dietro circa 900 caduti.
Nello stesso anno partecipò con successo alla difesa del castello di Ejiri.

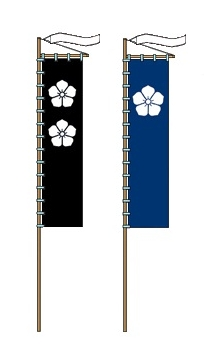
Sashimono di Yamagata Masakage; quello con lo sfondo nero fu usato nella battaglia di Nagashino, quello con lo sfondo blu nella battaglia di Kawanakajima.

Yamagata Masakage prese parte alla campagna di Mikatagahara nel 1572-1573, giocando un ruolo chiave nell'omonima battaglia al comando di 5 000 uomini; le sue truppe, staccatesi dal contingente principale dell'armata di Takeda, riuscirono ad assaltare e catturare il castello di Yoshida, isolando Tokugawa Ieyasu ad Hamamatsu e privandolo di ogni possibile rinforzo proveniante da ovest. Si riunì a quel punto con il resto dell'esercito per la battaglia. Insieme a Baba Nobuharu fu il primo dei comandanti a raggiungere il castello di Hamamatsu; la loro riluttanza a dare l'assalto finale fu una mossa prudente, sebbene in quell'evenienza fu considerata un atto di disobbedienza.
Con la morte di Takeda Shingen nel 1573 e l'arrivo di suo figlio Takeda Katsuyori a capo del clan, Masakage conservò un posto privilegiato in termini di stima e di influenza, ma questo non bastò a convincere Katsuyori a cambiare strategia nella battaglia di Nagashino; Masakage ed altri generali, come Baba Nobuharu, cercarono di convincere Takeda Katsuyori a sospendere l'attacco per ben due volte, poiché avevano intuito che ci fosse una trappola ad aspettarli, ma non furono ascoltati.
Morì nella battaglia di Nagashino del 1575 al comando dell'avanguardia dell'ala sinistra dell'esercito Takeda; impegnato in una carica di cavalleria contro le truppe della coalizione Oda - Tokugawa comandate da Honda Tadakatsu, fu raggiunto da una pioggia di proiettili, cadde da cavallo e fu decapitato da un samurai nemico. Nello scontro, tutti gli uomini dell'unità rosso fuoco persero la vita con lui.
Si narra che Tokugawa Ieyasu, diversi anni dopo la battaglia, abbia affermato di aver temuto Masakage più di ogni altro combattente Takeda - un appropriato elogio per un così grande samurai.

## Leggende e curiosità

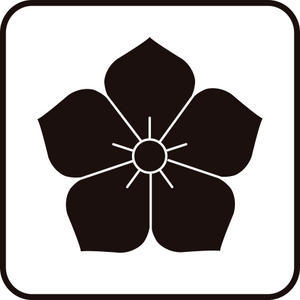
Il Mon di Yamagata Masakage, emblema rappresentato sugli stendardi delle sue truppe

Alcune fonti riferiscono che fu proprio Yamagata Masakage a rivelare il complotto di Takeda Yoshinobu ed Obu Toramasa (suo fratello maggiore) contro Takeda Shingen nel 1565, condannandoli quindi al seppuku.
Masakage appare come uno dei personaggi principali nel film Kagemusha - L'ombra del guerriero di Akira Kurosawa; nel film viene mostrato apertamente critico (sebbene sempre in atteggiamenti amichevoli) nei confronti del "vero" Shingen.
Ii Naomasa del clan Tokugawa si ispirò al colore rosso delle truppe di Masakage: gli rese omaggio nominando il suo esercito la "brigata dei demoni rossi".
Il ruolo di Yamagata Masakage a Nagashino è spesso minimizzato in videogiochi basati sull'evento (Samurai Warriors, Devil Kings e simili). Solitamente è sostituito da Sanada Yukimura, sebbene questo indossi la caratteristica armatura rossa di Masakage.
Le armature di Masakage vengono conservate nel Museo Tenzan a Hachiōji (Tokyo).
Un discendente di Masakage gestisce l'albergo Yamagata-kan a Yamanashi.